# Карабах-наме (опера)
Карабах-наме (азерб. Qarabağnamə) — опера народной артистки республики Азербайджан, композитора Франгиз Али-Заде, написанная на либретто Наргиз Пашаевой. Премьера оперы состоялась на сцене Азербайджанского Государственного академического театра оперы и балета 15 декабря 2007 года.

## История
Инициатором написания оперы был Мстислав Ростропович. Он предложил композитору Франгиз Али-Заде написать оперу о карабахском конфликте. Мстислав Ростропович хотел дирижировать на премьере оперы, но не дожил до этого события. Франгиз Али-Заде провела общественный просмотр оперы в дни проведения фестиваля имени Ростроповича.